# Nord du Kosovo

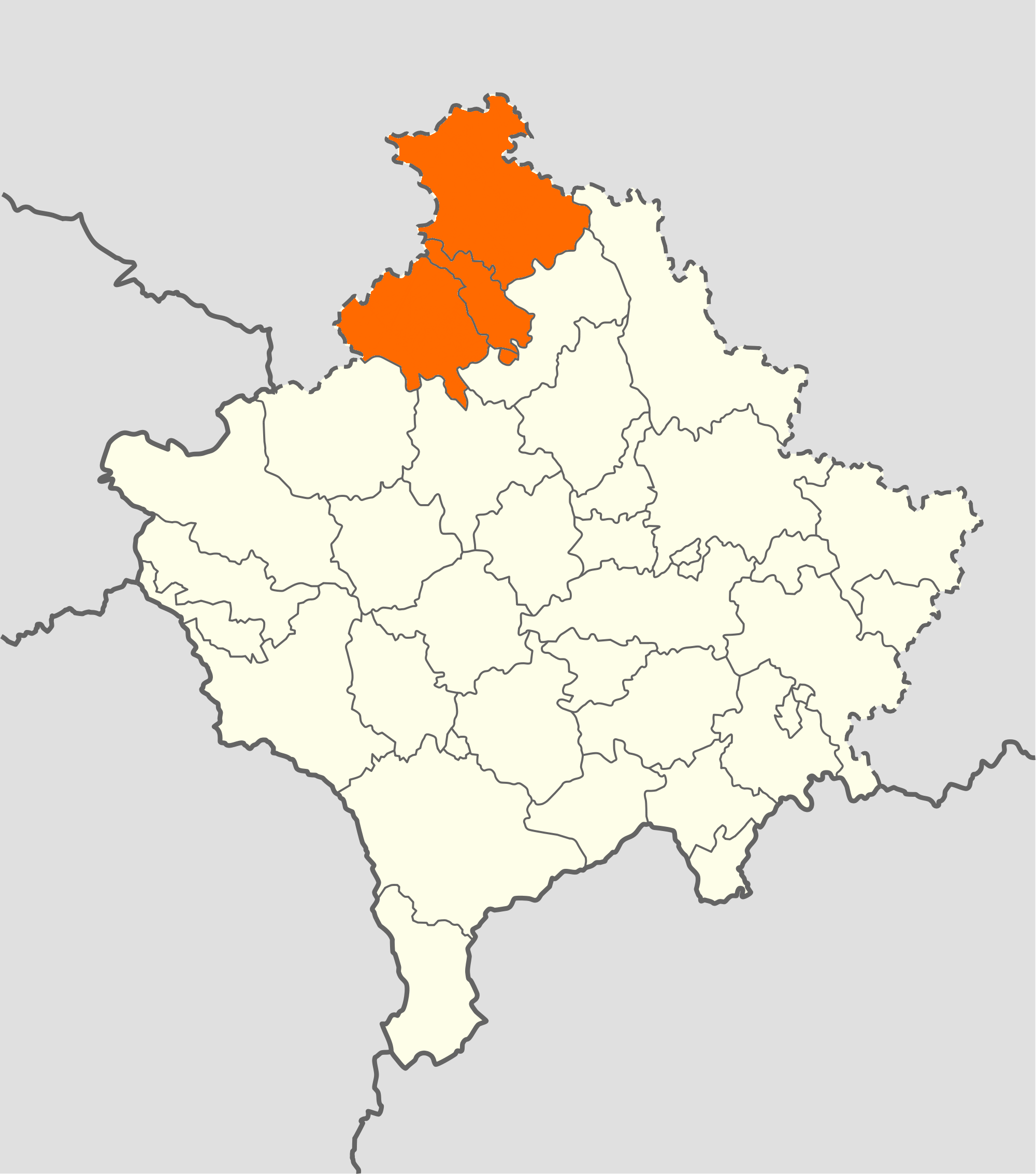
Carte des municipalités kosovares, avec le Kosovo du Nord en orange. La rivière Ibar divise la ville de Mitrovica

La partie nord du Kosovo (Severno Kosovo / Северно Косово en serbe, Kosova Veriore en albanais), est appelée Kolashin d'Ibar (Ibarski Kolašin, Ибарски Колашин en serbe ; Kollashini i Ibrit en albanais) ; ce nom est traditionnel et était déjà utilisé avant la partition ethnique.
Cette région peuplée d'environ 50 000 habitants, majoritairement des Serbes, est restée sous contrôle de la Serbie lorsque le Kosovo a proclamé son indépendance en février 2008 (reconnue, au 17 août 2019, par 97 pays sur 193 mais pas par l'Organisation des Nations unies (ONU), ni par la Serbie, ni par l'Union européenne).
Les Serbes sont majoritaires dans ces trois municipalités du nord et demandent la reconnaissance internationale et par le Kosovo, de leur appartenance à la Serbie.
Les Serbes du Kosovo protestent contre la déclaration unilatérale d'indépendance en ne reconnaissant pas l'autorité de la république du Kosovo ; la Serbie continue à administrer le Nord du Kosovo et y envoie ses ministres pour réaliser des projets d'investissement et d'infrastructure. L'échange de cette région majoritairement serbe contre la vallée de Preševo, située en Serbie mais majoritairement albanophone, est régulièrement évoqué comme possible solution au conflit serbo-kosovar.
La région se compose des municipalités suivantes : 
- Zvečan
- Zubin Potok
- Leposavić
- Une partie de Kosovska Mitrovica.

La ville de Kosovska Mitrovica est divisée en deux : une partie serbe, l'autre albanaise, séparées par l'Ibar, rivière qui traverse la ville (les albanais vivent au Sud, rive droite, les serbes au Nord, rive gauche). Mitrovica reste le principal point de tension entre albanais et serbes du Kosovo.

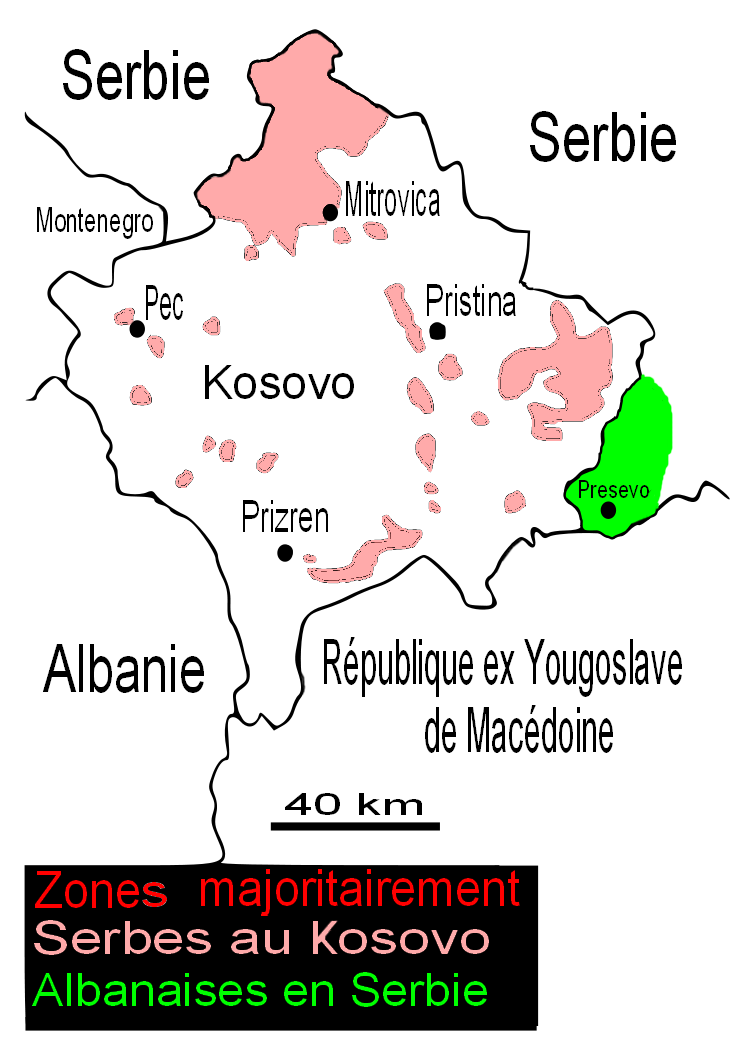
Les Serbes au Kosovo et les Albanais en Serbie méridionale.

## Composition ethnique

### Zvečan
En novembre 2005, on estimait que la municipalité était peuplée à 95 % de Serbes du Kosovo. Environ 4 000 Serbes chassés du Kosovo sont réfugiés dans cette municipalité.
| Composition ethnique, y compris les réfugiés |          |      |        |      |        |     |          |      |        |
| Année/Population                             | Albanais | %    | Serbes | %    | Autres | %   | Réfugiés | %    | Total  |
| 1991                                         | 1 934    | 19,3 | 7 591  | 75,7 | 554    | 5   | 0        | 0    | 10 030 |
| Janvier 1999                                 | 2 261    | 24,5 | 6 825  | 73,9 | 146    | 1,6 | 0        | 0    | 9 229  |
| Chiffre courant                              | 350      | 2,1  | 12 050 | 72,6 | 250    | 1,5 | 4 200    | 25,3 | 16 600 |
| Ref: OSCE -                                  |          |      |        |      |        |     |          |      |        |

### Zubin Potok
| Composition ethnique |             |      |          |     |        |     |             |
| Année/Population     | Serbes      | %    | Albanais | %   | Autres | %   | Total       |
| 1991                 | env. 7750   | 89,1 | env. 850 | 9,8 | 100    | 1,1 | env. 8 700  |
| Janvier 1999         | env. 11 000 | 91,7 | env. 850 | 7,1 | N/D    | N/D | env. 12 000 |
| Chiffre courant      | env. 14 000 | 93,9 | env. 800 | 5,4 | N/D    | N/D | env. 14 900 |
| Ref: OSCE            |             |      |          |     |        |     |             |

### Leposavić
| Composition ethnique, y compris les réfugiés |          |     |        |      |           |     |      |     |             |
| Année/Population | Albanais | %   | Serbes | %    | Musulmans | %   | Roms | %   | Total       |
| 1991 | 1 101    | 6,7 | 14 306 | 87,8 | 600       | 3,7 | 163  | 1,0 | 16 291      |
| Janvier 1999 | 902      | N/D | 15 365 | N/D  | 940       | N/D | N/D  | N/D | N/D         |
| Chiffre courant | 67       |     | 18 000 |      | 240       |     | 203  |     | env. 18 500 |
| Source, Statistiques 1991 : Recensement 1991 – Population ; Structure nationale des municipalités (Bureau des statistiques de Yougoslavie, Belgrade, 1993), pages 123 à 125 ; chiffres 1999 : Liste des villages du Kosovo (UNHCR, 9 mars, 1999). Le recensement de 1991 a été politisé et se révèle ainsi peu fiable Réf.: OSCE |          |     |        |      |           |     |      |     |             |

## Situation des Serbes au Kosovo

Composition ethnique du Kosovo.

Les Albanais représentent 90 % de la population totale du Kosovo. Les Serbes sont majoritaires dans le Nord du Kosovo, près de la frontière avec la Serbie à Zvečan, Zubin Potok, Leposavić et au nord de Kosovska Mitrovica. Ils sont également majoritaires au sud du Kosovo près de la frontière de la Macédoine du Nord, dans la municipalité de Štrpce. Cette situation résulte de la guerre du Kosovo, durant laquelle la population serbe a fui le centre du Kosovo et s'est réfugiée dans le nord et le sud de la province, et au-delà en Serbie ou en Macédoine.
La guerre du Kosovo, qui fit subir aux serbes kosovars d'importantes persécutions, massacres et représailles, avec démolition de leurs églises, fait suite aux massacres contre les albanais kosovars commis en 1999 par les troupes serbes de Slobodan Milošević en guerre contre l'Armée de libération du Kosovo, avec démolition de mosquées. L'hostilité entre les deux communautés avait été « gelée » à l'époque yougoslave mais remonte en fait à l'époque ottomane, où les albanais se sont convertis en masse à l'islam, tandis que les serbes restés chrétiens étaient en état de rébellion endémique contre l'Empire turc.
Le 17 février 2008, le parlement kosovar à majorité largement albanaise, proclame l'indépendance du Kosovo, jusque-là province autonome de la Serbie. Depuis, les Serbes du Kosovo s'opposent à cette indépendance et demandent le rattachement du Kosovo du Nord à la république de Serbie.
En décembre 2011, les Serbes du Kosovo ont demandé à Moscou de leur accorder la nationalité russe, espérant ainsi être plus en sécurité au Kosovo.

## Trafic d'organes sur des civils serbes
Durant l'été 1999, les Serbes du Kosovo auraient été victimes d'un trafic d'organes. Selon Carla Del Ponte, des civils Serbes auraient été capturés par l'Armée de libération du Kosovo et auraient ainsi été envoyés à Burrel, en Albanie, en profitant du départ des forces serbes du Kosovo sous la pression de l'Organisation du traité de l'Atlantique nord (OTAN). Ils auraient été maintenus captifs à Burrel où des chirurgiens auraient prélevé leurs organes, acheminés vers des cliniques en Turquie. Certains auraient été opérés plus d'une fois avant d'être tués.

## Création d'un parlement des Serbes du Kosovo
Le 28 juin 2008 est une date importante pour la communauté serbe: c'est la date de création du parlement serbe de Kosovska Mitrovica qui représente les serbes de cette région. C'est une réaction de la population serbe du Kosovo au fait que depuis la déclaration d'indépendance des albanais kosovars, seuls ces derniers sont représentés au parlement du Kosovo : on a ainsi deux parlements et une séparation de facto des deux communautés.

## Violences après l'indépendance

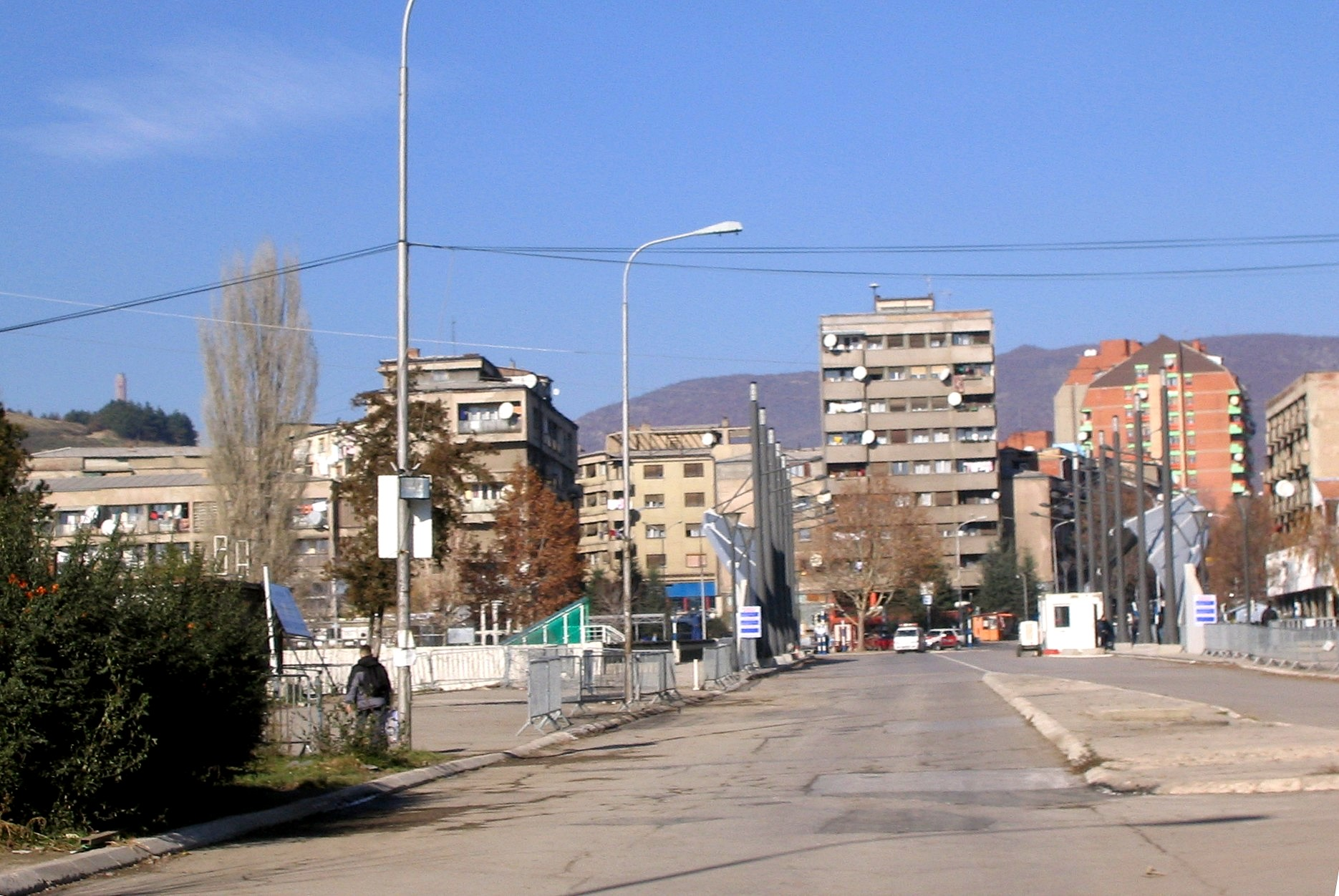
Pont « Austerlitz » qui franchit l'Ibar, rivière divisant la ville de Mitrovica entre la partie serbe et la partie albanaise.

Le 14 février 2008, une bombe explose contre une résidence appartenant à un Serbe à Kosovska Mitrovica.
Le 17 février 2008, dès l'annonce de l'indépendance, de nombreux Serbes descendent dans la rue et se dirigent vers Mitrovica. D'autres Serbes de Serbie tentent en vain de les rejoindre.
- Des centaines d'anciens combattants serbes sont empêchés d'entrer au Kosovo[10].
- Pour montrer leur mécontentement les Serbes font exploser une bombe à Mitrovica près de bâtiments de l'ONU qui doivent accueillir la future mission de l'ONU[11].
- Des grenades sont lancées par les Serbes contre un tribunal et un bureau de l'Union européenne[12].
- Parallèlement, des manifestants Serbes s'en prennent à l'ambassade des États-Unis à Belgrade[13].

Le 18 février 2008, un véhicule de l'ONU est attaqué et détruit dans un village au nord-ouest de Mitrovica alors que des dizaines de milliers de Serbes manifestent leur colère et leur opposition dans les rues de Mitrovica, Gračanica, Strpce et Ranilug. Ils demandent le rattachement du nord du Kosovo à la république de Serbie,. Le même jour, une bombe explose à Mitrovica visant un bâtiment de l'Organisation pour la sécurité et la coopération en Europe (OSCE) et de la police de l'ONU.
Le 19 février 2008,, la foule serbe en colère prend d'assaut les deux postes frontières avec la Serbie et les fait exploser obligeant les forces armées de la Force pour le Kosovo (KFOR) à intervenir. Quelques milliers de manifestants sillonnent les rues de Mitrovica où trois énormes explosions secouent la ville, visant essentiellement des bâtiments de l'ONU et des résidences albanaises inoccupées. En réaction, la KFOR ferme les deux points d'accès avec la Serbie et isole ainsi la population serbe du nord du Kosovo du reste de la Serbie.
Le 20 février 2008, les manifestations et protestations serbes se poursuivent tandis que l'Union européenne installe officiellement sa force d'encadrement policier et judiciaire, EULEX. Le 21 février 2008, alors que les manifestations continuent dans toutes les entités serbes (Nord du Kosovo, Serbie, république serbe de Bosnie, Belgrade, trois cent vétérans serbes lancent une attaque contre la police anti-émeutes kosovare stationnée à la frontière nord du Kosovo. La KFOR intervient. Le même jour, à Belgrade, des manifestants envahissent et incendient les ambassades des puissances soutenant l'indépendance du Kosovo : États-Unis, Croatie, Royaume-Uni, Bosnie-Herzégovine, Turquie, Albanie et Allemagne.
Le 29 février 2008, des grenades sont lancées contre un tribunal administré par l'ONU et un poste de police de la ville de Mitrovica. Deux véhicules de l'ONU sont alors endommagés.
Le 14 mars 2008, des manifestants serbes occupent le tribunal (la Cour régionale de Mitrovica), exigent son placement sous autorité serbe.
Le 17 mars 2008, de très violents incidents éclatent à Kosovska Mitrovica entre Serbes et des soldats de l'OTAN, un militaire est tué et plus de 150 personnes sont blessées dont 42 policiers de l'ONU, 22 soldats de la KFOR et environ 80 Serbes. Ce sont les plus violents affrontements depuis l'indépendance du Kosovo.
Le 26 avril 2008, une grenade lancée contre un véhicule en mouvement fait trois blessés. Après cet attentat, trois jeunes Serbes avec trois kilogrammes de TNT, des armes automatiques de type AK-47, un revolver et des munitions sont arrêtés à Kosovska Mitrovica.
Le 6 août 2008, des affrontements à Kosovska Mitrovica éclatent entre Serbes et Albanais, six véhicules et trois commerces appartenant à des Albanais sont détruits, un soldat de l'OTAN et plusieurs civils sont blessés.[réf. nécessaire]
Le 27 août 2008, de nouveaux incidents sont répertoriés à Kosovska Mitrovica, sept véhicules dont deux de l'ONU sont endommagés et quatre Serbes sont blessés[réf. nécessaire].
Le 29 décembre 2008, après qu'un jeune Serbe ait été gravement blessé à coups de couteau, plusieurs commerces appartenant à des Albanais sont incendiés à Kosovska Mitrovica, des affrontements éclatent près de la passerelle qui relie les parties sud et nord de la ville, et Ljubiša Petrović, vice-maire serbe de Mitrovica Nord, est attaqué par des Albanais. Des tirs d'armes automatiques sont entendus.
Le 1er mai 2009, des cocktails Molotov et des pierres sont jetés contre un convoi de la mission européenne de police et de justice (EULEX) à Kosovska Mitrovica. La semaine précédente, des affrontements avaient eu lieu entre Serbes et Albanais où l'EULEX avait dû intervenir.
Le 25 août 2009, à la suite d'une manifestation contre la reconstruction par des ouvriers albanais de maisons dans le village de Brđani près de Kosovska Mitrovica, cinq Albanais et deux Serbes sont blessés par des jets de projectiles.
En juillet 2011, en réponse au boycott serbe (qui dure depuis la proclamation de l'indépendance le 17 février 2008) des produits du Kosovo, le parlement kosovar fait adopter une loi de réciprocité qui vise donc à déployer les forces de l'ordre afin de prendre le contrôle des postes frontières qui échappaient jusqu'alors au contrôle kosovar et d'empêcher ainsi l'importation de produits serbes. Des Serbes armés font feu sur les policiers kosovars, faisant un mort, et le lendemain ils incendiaient les postes frontières 1 et 31.